# Gorée

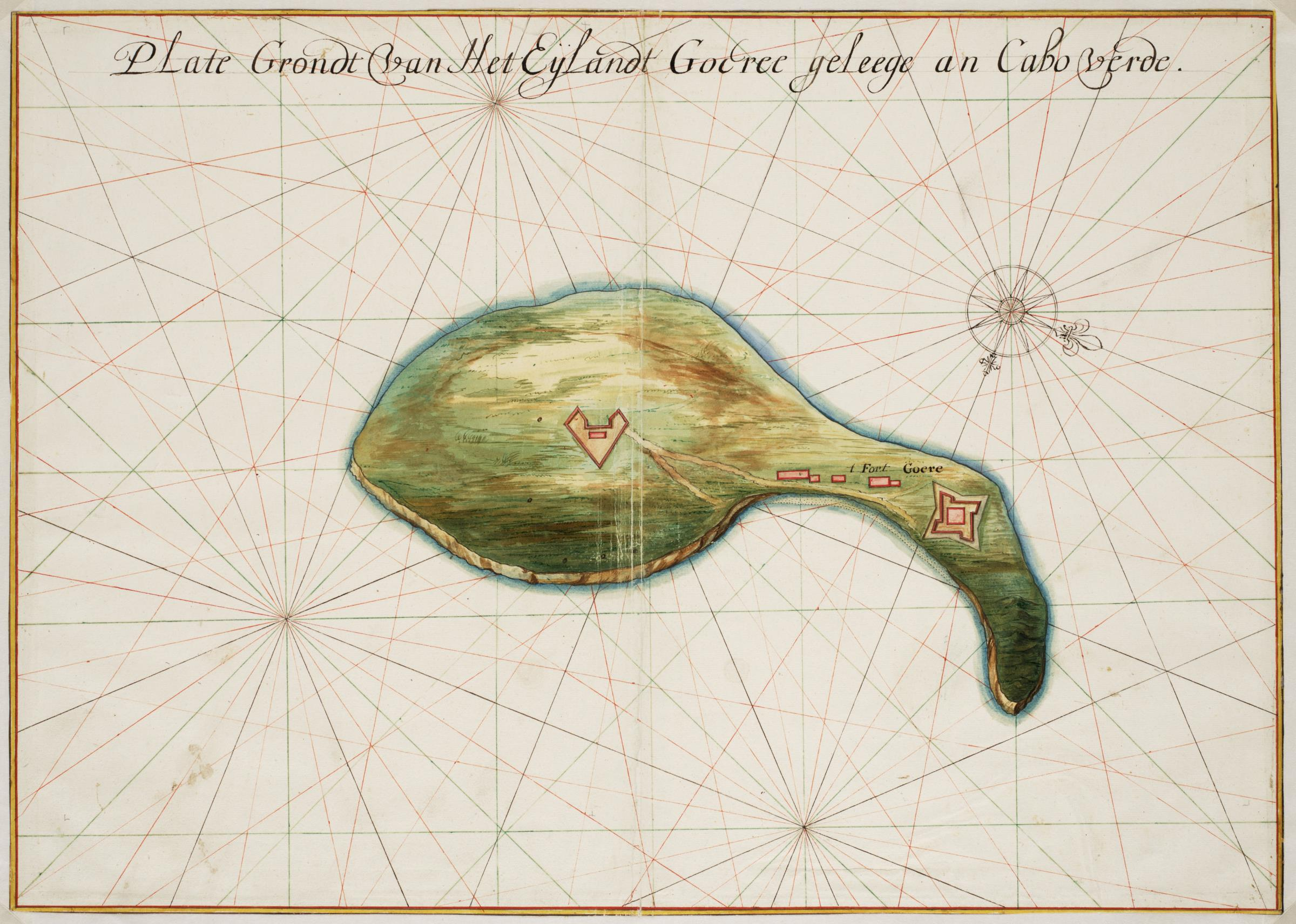
Kaart van het eiland Goeree

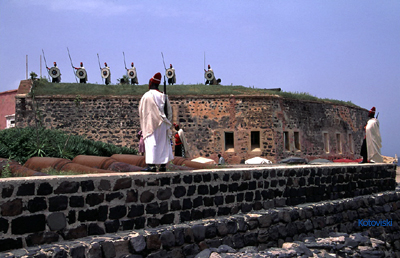
Het fort D'Estrées op het eiland Gorée

Gorée (Wolof: Beer) is een eiland op drie kilometer van Dakar, voor de kust van Senegal. Het is slechts 900m bij 300m groot. Van de 16e tot de 19e eeuw was het een van de centra van de trans-Atlantische slavenhandel.

## Geschiedenis
Het eiland werd in de 15e eeuw ontdekt door de Portugezen. In 1617 werd het gekoloniseerd door de Nederlanders die het tegen geringe kosten hadden gekocht van een chef van de Lebu, de lokale etnie. Een tijdlang was het in het bezit van de West-Indische Compagnie. De naam is afgeleid van Goeree, "goede rede", een goede plek om aan te leggen.
De WIC bouwde twee forten op het eiland: Fort Nassau op de basaltrots en Fort Oranje beneden, ter hoogte van Rue Saint Joseph. In 1663 verloren de Nederlanders het eiland aan Engeland. Het jaar daarop heroverde Michiel de Ruyter het. In 1677 kwam het eiland in Franse handen. In 1758 werd het weer Engels.
In 1763 moesten de Engelsen het teruggeven aan de Fransen volgens de bepalingen van het Verdrag van Parijs. Later, na de val van Napoleon I, voegden de Fransen het bij hun kolonie Senegal. Gorée ontpopte zich als een belangrijk commercieel en militair centrum. Verder werd Gorée een van de Vier Gemeenten, de vier oudste koloniale steden van Senegal met een bijzondere status. Twee oude kustbatterijen bewaken er nog altijd de haven: De Britten bouwden er een in 1785, de Fransen bouwden het fort D'Estrées – tegenwoordig het Historisch Museum. Het eiland bleef Frans totdat Senegal in 1960 onafhankelijk werd.
Door de invloeden van de verschillende overheersers (Portugezen, Hollanders, Britten en Fransen) heeft het eiland een bijzonder karakter. De felgekleurde huizen geven het een mediterrane tint, de architectuur heeft ook Arabische kenmerken. Belangrijke bzienswaardigheden zijn het stadhuis, het Museum van de Zee, het bestuursgebouw uit 1864, de Jardin Carré, het hospitaal, het Museum van de Vrouw in het huis van Victoria Albis, de kerk met smeedijzeren trap uit 1830, de moskee uit 1892, op de basaltrots de gemonteerde kanonnen van de Franse kruiser Vergniaud en het uitzicht. Op het eiland wonen 1200 mensen van wie 800 moslims en 400 christenen.

## Werelderfgoed
Het eiland staat sinds 1978 op de werelderfgoedlijst van UNESCO, omdat het een van de belangrijkste getuigenissen zou zijn van de trans-Atlantische slavenhandel. Men kan er het slavenhuis (Maison des Esclaves) bezoeken, dat van alle slavenhuizen op het eiland als enige zou zijn overgebleven. Het is gerestaureerd om aan het nageslacht de wrede geschiedenis van het eiland mee te geven.
Uit onderzoek blijkt echter dat de historische betekenis van het eiland in een andere hoek moet worden gezocht. Volgens deze alternatieve uitleg maakt het eiland deel uit van een mythe waarover de Franse krant Le Monde reeds schreef. In 1784 werd het Maison des esclaves gebouwd. Dit was het huis van een welgesteld paar met enkele huisslaven, mogelijk met een paar exportslaven. Vanaf Gorée werden wel slaven getransporteerd, maar het eiland was geen belangrijk transitoord voor slaven op weg naar Amerika.

## Trivia
De reggae band Steel Pulse heeft over het eiland Gorée het nummer Door of no return gemaakt, dat is verschenen op het album African Holocaust (2004). Marcus Miller noemde zijn nummer Gorée (Go-ray) naar het eiland.